# Борки (Брянская область)
Борки — поселок в Клинцовском районе Брянской области в составе Смолевичского сельского поселения.

## География
Находится в западной части Брянской области на расстоянии приблизительно 7 км на север по прямой от районного центра города Клинцы.

## История
Возник во второй половине XIX века как хутор. В XX веке работал совхоз «Борки».

## Население
Численность населения: 11 человек (2002), 4 человека (2010), 1 человек (2013).
Будет упразднен как фактически не существующий в связи с переселением всех жителей на постоянное место жительства в другие населённые пункты.